# Zobčeva ulica, Novo mesto
Zobčeva ulica je ena od ulic v Novem mestu. Od leta 1993 se imenuje po slovenskem profesorju Ivu Zobcu. Pred tem je bila del ulice Muhaber. Ulica danes obsega 14 hišnih številk, poteka pa od zadnjega levega odcepa pred železniško progo v smeri proti Mirni Peči.